# Зеннерт, Даниэль
Даниэль Зеннерт (нем. Daniel Sennert, 25 ноября 1572, Бреслау — 21 июля 1637, Виттенберг) — немецкий врач и философ, профессор медицины в Виттенберге.

## Учение и взгляды
В борьбе с аристотелевской физикой и метафизикой, которая открывает собой историю новой философии, Зеннерт ещё до Гассенди примкнул к древней атомистике. По числу элементов Зеннерт принимает четыре рода элементарных атомов. От элементарных атомов он отличает atoma corpuscula, разделенные до тех пределов, какие допускает природа; из них возникают сложные тела. У всех атомов есть изначально определённые формы и только на движении атомов или телец основывается всякое изменение. Причину соединения атомов Зеннерт предлагает видеть именно в формах, в которых Бог образовал эти атомы. Зеннерт решительно отрицает слепой случай, который сводил бы атомы и образовывал бы отдельные тела.

## Труды
- Institutiones medicinae (Wittenberg, 1611).
- Epitome scientiae naturalis (Виттенберг, 1618).
- De chymicorum cum Aristotelicis et Galenicis consensu ac dissensu (Wittenberg, 1619)
- Hypomnemata physica (Франкфурт, 1635).
- Practicae medicinae (Wittenberg, 1635) в 6 томах.
- Opera omnia (Венеция, 1645).